# سیارک ۱۸۷۸۵
سیارک ۱۸۷۸۵ (به انگلیسی: 18785 Betsywelsh، نامگذاری:1999JV48) هجده هزار و هفتصد و هشتاد و پنجمین سیارک کشف شده‌است که در ۱۰ مه ۱۹۹۹ کشف شد.
قدر مطلق سیارک برابر ۱۹.۵ است.